# Gare centrale de Wurtzbourg
La gare centrale de Wurtzbourg (en allemand : Würzburg Hauptbahnhof) est une gare ferroviaire allemande, située au centre-ville de Wurtzbourg dans le land de la Bavière. 
Elle est en correspondance avec plusieurs lignes de transport urbain (tramway et bus).

## Situation ferroviaire

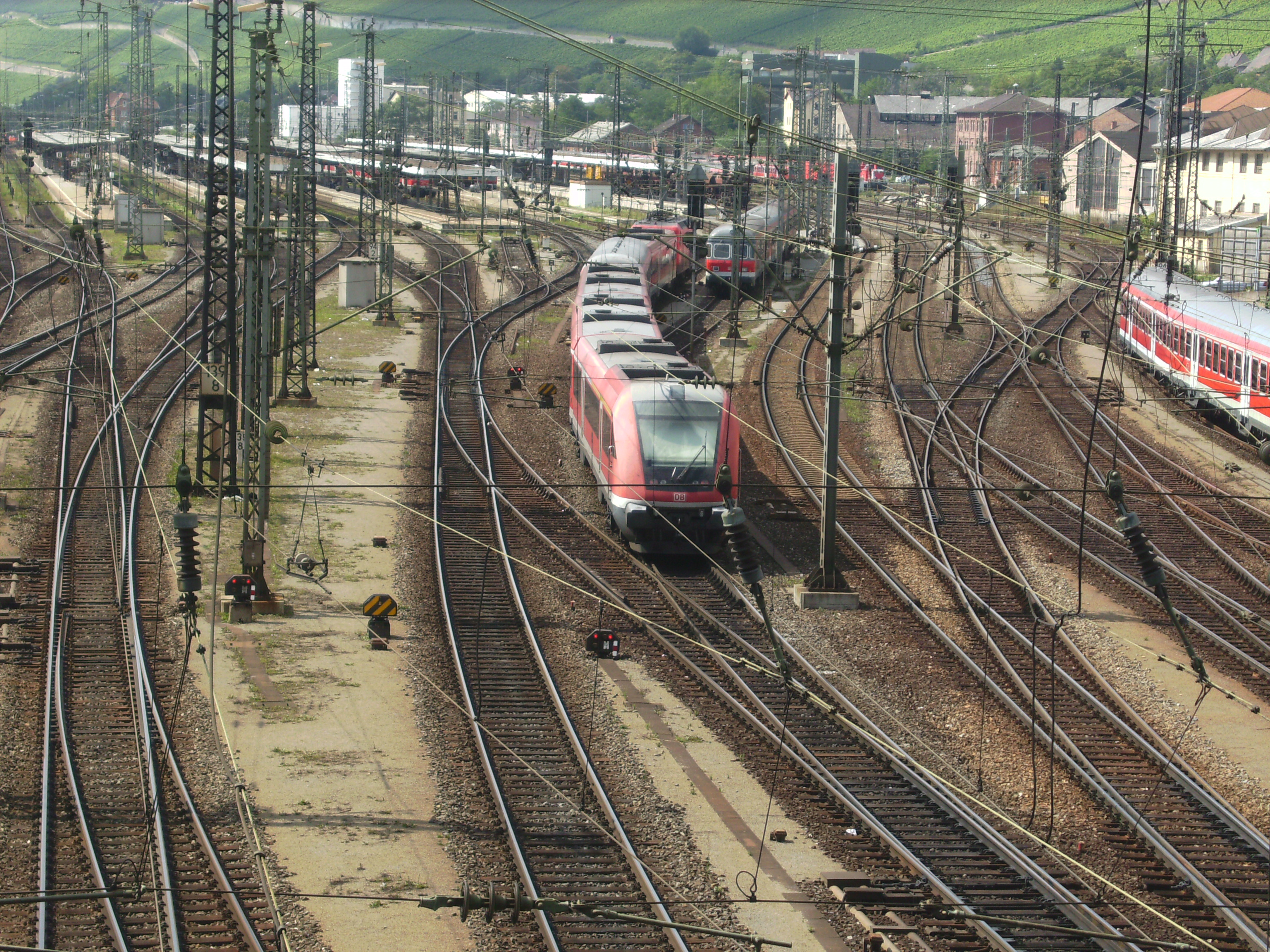
La gare et ses voies.

## Histoire
La gare a été ouverte en 1854.